# Ferenc Zichy (diplomat)
Ferenc Zichy, född 24 januari 1811 i Bratislava, död 17 juli 1900 i Káloz, var en ungersk greve och diplomat. Han var brorson till Ödön Zichy och far till József och Ágost Zichy.
Zichy blev 1848 statssekreterare vid handelsministeriet, men tog avsked vid revolutionens utbrott samt var 1874–80 österrikisk-ungersk ambassadör i Konstantinopel.